# Phyllachora schweinfurthii
Phyllachora schweinfurthii är en svampart som beskrevs av Henn. 1891. Phyllachora schweinfurthii ingår i släktet Phyllachora och familjen Phyllachoraceae.   Inga underarter finns listade i Catalogue of Life.